# Aleksandr Dmítrievich Ogoródnik
Alexander Dmitrievich Ogorodnik (11 de noviembre de 1939-22 de junio de 1977) fue un diplomático soviético que, mientras estaba estacionado en Bogotá, fue contactado por la Agencia de Inteligencia de Colombia y la Agencia Central de Inteligencia de EE. UU. para espiar a la Unión Soviética, operando bajo el nombre en clave TRIGON.
Inicialmente se mostró poco prometedor y afirmó que solo sabía de los asuntos políticos colombianos. Más tarde fue transferido al Ministerio de Relaciones Exteriores soviético en Moscú. En este nuevo cargo, pudo fotografiar una gran cantidad de cables diplomáticos secretos, muchos de los cuales se enviaban diariamente a la Casa Blanca.
Ogorodnik finalmente solicitó que se usara una píldora suicida en caso de que lo atraparan. Su principal contacto con la CIA en Bogotá, el agente doble de la KGB Aldrich Ames, pudo proporcionarle uno. Sin embargo, Ogorodnik tiró la primera pluma que contenía la píldora L (píldora letal) y pidió a la CIA que le proporcionara otra pluma. Después de mucha discusión en la sede de la CIA con respecto a esta solicitud, finalmente se aprobó y su contacto en Moscú, Martha Peterson, entregó la pluma a través de un punto muerto.
Ogorodnik fue traicionado por Karl Koecher, un traductor checoslovaco que trabajaba para la CIA, y fue arrestado en 1977. Durante su interrogatorio, Ogorodnik se ofreció a escribir una confesión completa y le pidió su pluma. Cuando el interrogador le entregó la pluma con una pastilla de cianuro hábilmente escondida en la tapa, Ogorodnik la mordió y murió poco después. Se dijo que murió antes de caer al suelo.
Murió sin saber de la existencia de su hija, Alejandra Suárez Barcala, que nació de su romance en Bogotá con una española, Pilar Suárez Barcala, quien ayudó a la CIA en el reclutamiento de Ogorodnik.

## [10][11]Referencias
1. ↑  Declassified: Trigon KGB Chess Game (Espionage) | Crime Documentary | Reel Truth Crime, consultado el 28 de noviembre de 2023.
2. ↑  «Las tardes de RNE - Alejandra Súarez nos presenta "Mi padre un espía ruso"». RTVE.es. 25 de enero de 2023. Consultado el 28 de noviembre de 2023.
3. ↑  «La figura y las memorias de Trigon, el espía ruso que trabajaba para la CIA, rescatadas por su hija española». www.epe.es. 17 de enero de 2023. Consultado el 28 de noviembre de 2023.
4. ↑  Peterson, 2012, p. 117.
5. ↑  Peterson, 2012.
6. 1 2  «Former CIA Chief of Disguise Breaks Down Cold War Spy Gadgets». WIRED Magazine. 25 de noviembre de 2020.
7. ↑  «TRIGON: Spies Passing in the Night». Central Intelligence Agency. Consultado el 14 de enero de 2021.
8. ↑  Myre, Greg (10 de junio de 2019). «'Moscow Rules': How The CIA Operated Under The Watchful Eye Of The KGB». NPR. Consultado el 10 de junio de 2019.
9. ↑  Tenerife, Chema Hernández | S/ C. de (6 de mayo de 2019). «Alejandra Suárez: "A los 14 años supe que mi padre era un agente de la CIA, y me cambió la vida"». eldia.es. Consultado el 30 de mayo de 2021.
10. ↑  «Las memorias de Trigon, el ruso que fichó la CIA durante la Guerra Fría: "A Putin no le interesa que se conozcan sus escritos"». ELMUNDO. 13 de enero de 2023. Consultado el 29 de noviembre de 2023.
11. ↑  Mi padre un espía ruso de @alejandrasuarez6929 en canal 24 h de @rtve con @AngelPonstv, consultado el 28 de noviembre de 2023.